# Huntertown
Huntertown é uma cidade  localizada no estado americano de Indiana, no Condado de Allen.

## Demografia
Segundo o censo americano de 2000, a sua população era de 1771 habitantes.
Em 2006, foi estimada uma população de 2144, um aumento de 373 (21.1%).

## Geografia
De acordo com o United States Census Bureau tem uma área de
4,2 km², dos quais 4,2 km² cobertos por terra e 0,0 km² cobertos por água. Huntertown localiza-se a aproximadamente 250 m acima do nível do mar.

## Localidades na vizinhança
O diagrama seguinte representa as localidades num raio de 16 km ao redor de Huntertown.